# Margaret Qualley

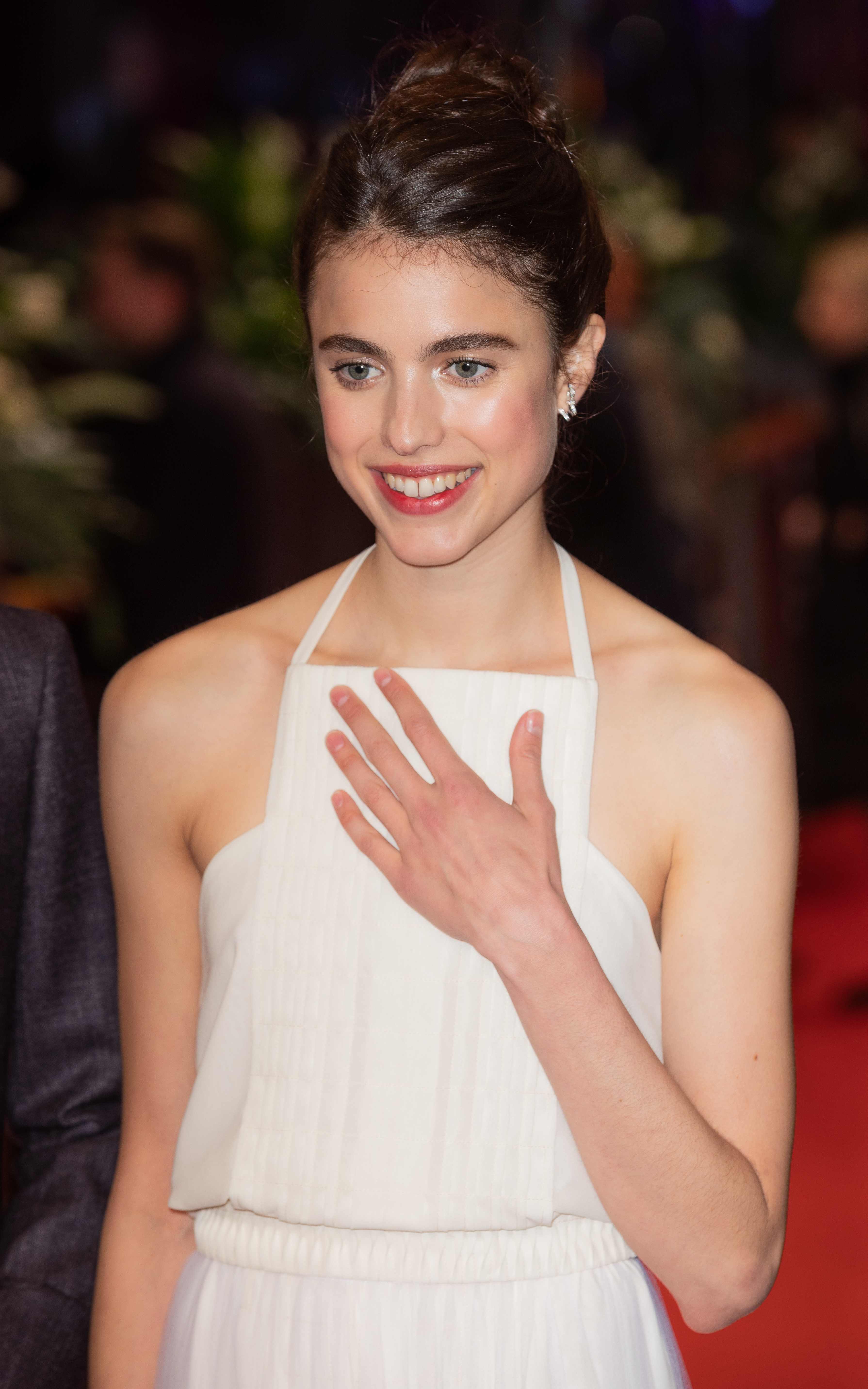
Qualley na Berlinale 2020

Sarah Margaret Qualley (ur. 23 października 1994 w Kalispell) – amerykańska aktorka i modelka, która wystąpiła m.in. w filmach Pewnego razu... w Hollywood, Nowicjat i Nice Guys. Równi goście oraz serialu Pozostawieni. Nominowana do Złotych Globów za role w filmie Substancja (2024) i serialu Sprzątaczka (2021). 

## Życiorys
Jest córką aktorki Andie MacDowell i jej pierwszego męża, Paula Qualleya. Ma starsze rodzeństwo: siostrę Rainey i brata Justina.
W wieku szesnastu lat rozpoczęła karierę modelki, a aktorską w 2013 roku, rolą w filmie Palo Alto.

## Filmografia

### Filmy
| Rok  | Tytuł                       | Rola                          | Reżyser            | Uwagi       |
| ---- | --------------------------- | ----------------------------- | ------------------ | ----------- |
| 2013 | Palo Alto                   | Raquel                        | Gia Coppola        |             |
| 2016 | Nice Guys. Równi goście     | Amelia                        | Shane Black        |             |
| 2017 | Nowicjat                    | Siostra Cathleen              | Margaret Betts     |             |
| 2017 | Sidney Hall                 | Alexandra                     | Shawn Christensen  |             |
| 2017 | Notatnik śmierci            | Mia Sutton                    | Adam Wingard       |             |
| 2018 | Donnybrook                  | Delia Angus                   | Tim Sutton         |             |
| 2019 | Io                          | Sam Walden                    | Jonathan Helpert   |             |
| 2019 | Nieprawdopodobna            | Melissa                       | Rowan Athale       |             |
| 2019 | Adam                        | Cassie                        | Rhys Ernst         |             |
| 2019 | Syn swego kraju             | Mary Dalton                   | Rashid Johnson     |             |
| 2019 | Pewnego razu... w Hollywood | Pussycat                      | Quentin Tarantino  |             |
| 2019 | Seberg                      | Linette                       | Benedict Andrews   |             |
| 2020 | Mój rok z Salingerem        | Joanna                        | Philippe Falardeau |             |
| 2020 | Wake Up                     | Jane Doe                      | Olivia Wilde       | krótkometr. |
| 2022 | Gwiazdy w południe          | Trish                         | Claire Denis       |             |
| 2022 | Sanctuary                   | Rebecca                       | Zachary Wigon      |             |
| 2023 | Biedne istoty               | Felicity                      | Yorgos Lanthimos   |             |
| 2024 | Żegnajcie, laleczki         | Jamie                         | Ethan Coen         |             |
| 2024 | Rodzaje życzliwości         | Vivian, Martha, Ruth, Rebecca | Yorgos Lanthimos   |             |
| 2024 | Substancja                  | Sue                           | Coralie Fargeat    |             |
| 2025 | Blue Moon                   | Elizabeth Weiland             | Richard Linklater  |             |
| 2025 | Honey Don't!                | Honey O’Donahue               | Ethan Coen         |             |
| 2025 | Farciarz Gilmore 2          | Sally                         | Kyle Newacheck     |             |

### Seriale
| Rok       | Tytuł        | Rola         | Uwagi                |
| --------- | ------------ | ------------ | -------------------- |
| 2014–2017 | Pozostawieni | Jill Garvey  | 18 odcinków          |
| 2019      | Fosse/Verdon | Ann Reinking | 8 odc.               |
| 2021      | Sprzątaczka  | Alex         | miniserial, gł. rola |

### Gry wideo
| Rok  | Tytuł                           | Rola          | Uwagi                                           |
| ---- | ------------------------------- | ------------- | ----------------------------------------------- |
| 2019 | Death Stranding                 | Mama i Lockne | głos, model 3D i motion capture dla obu postaci |
| 2025 | Death Stranding 2: On the Beach | Mama i Lockne | głos, model 3D i motion capture dla obu postaci |